# Colpochila
Colpochila är ett släkte av skalbaggar. Colpochila ingår i familjen Melolonthidae.

## Dottertaxa tillColpochila, i alfabetisk ordning[1]
- Colpochila abdita
- Colpochila accepta
- Colpochila aequaliceps
- Colpochila affinis
- Colpochila amabilis
- Colpochila andersoni
- Colpochila antennalis
- Colpochila aquila
- Colpochila arida
- Colpochila astrolabei
- Colpochila badia
- Colpochila bella
- Colpochila bicolor
- Colpochila bidentipes
- Colpochila bimucronata
- Colpochila blackburni
- Colpochila bogania
- Colpochila boreas
- Colpochila brevisetosa
- Colpochila calabyi
- Colpochila callida
- Colpochila capta
- Colpochila carinata
- Colpochila carnabyi
- Colpochila castanea
- Colpochila chinnicki
- Colpochila clara
- Colpochila clavipalpis
- Colpochila clypealis
- Colpochila comma
- Colpochila crassiventris
- Colpochila crepera
- Colpochila crinita
- Colpochila cylindrica
- Colpochila deceptor
- Colpochila decolor
- Colpochila diabolica
- Colpochila dilatata
- Colpochila efficax
- Colpochila egregia
- Colpochila erythrocephala
- Colpochila faceta
- Colpochila firma
- Colpochila flava
- Colpochila fortis
- Colpochila freyi
- Colpochila fulva
- Colpochila funerea
- Colpochila gagatina
- Colpochila gibbosicollis
- Colpochila gigantea
- Colpochila goerlingi
- Colpochila gouldi
- Colpochila griffithi
- Colpochila ignota
- Colpochila immatura
- Colpochila infernalis
- Colpochila ingens
- Colpochila interocularis
- Colpochila iota
- Colpochila iricolor
- Colpochila iridea
- Colpochila iris
- Colpochila jungi
- Colpochila kalambi
- Colpochila laciniata
- Colpochila laminata
- Colpochila latebricola
- Colpochila leo
- Colpochila limbata
- Colpochila longiclava
- Colpochila longior
- Colpochila longipalpis
- Colpochila lutea
- Colpochila major
- Colpochila manonii
- Colpochila marginata
- Colpochila maura
- Colpochila melina
- Colpochila minor
- Colpochila mixta
- Colpochila nana
- Colpochila nasuta
- Colpochila nigra
- Colpochila nigromarginata
- Colpochila nitens
- Colpochila nitida
- Colpochila nitidicollis
- Colpochila nobilis
- Colpochila obesa
- Colpochila obscuricornis
- Colpochila opaca
- Colpochila pagana
- Colpochila pallidula
- Colpochila palpalis
- Colpochila parva
- Colpochila paula
- Colpochila piceofulva
- Colpochila picta
- Colpochila pilosa
- Colpochila pinguis
- Colpochila polita
- Colpochila potens
- Colpochila pruinosa
- Colpochila pubescens
- Colpochila pulchella
- Colpochila punctiventris
- Colpochila punctulata
- Colpochila pygmaea
- Colpochila regia
- Colpochila rubida
- Colpochila rubiginosa
- Colpochila ruficeps
- Colpochila rufocastanea
- Colpochila rutila
- Colpochila satelles
- Colpochila scutalis
- Colpochila secreta
- Colpochila setifera
- Colpochila setosa
- Colpochila sinuaticollis
- Colpochila sodalis
- Colpochila solida
- Colpochila sorella
- Colpochila soror
- Colpochila spadix
- Colpochila suavis
- Colpochila tarsalis
- Colpochila taylori
- Colpochila tindalei
- Colpochila trichopyga
- Colpochila unidens
- Colpochila vanga
- Colpochila velata
- Colpochila vesca
- Colpochila vicina
- Colpochila villosa
- Colpochila yesyacea